# Pseudepipona emortualis
Pseudepipona emortualis är en stekelart som först beskrevs av Henri Saussure.  Pseudepipona emortualis ingår i släktet Pseudepipona och familjen Eumenidae. Inga underarter finns listade i Catalogue of Life.